# Lange Straße 8 (Warburg)

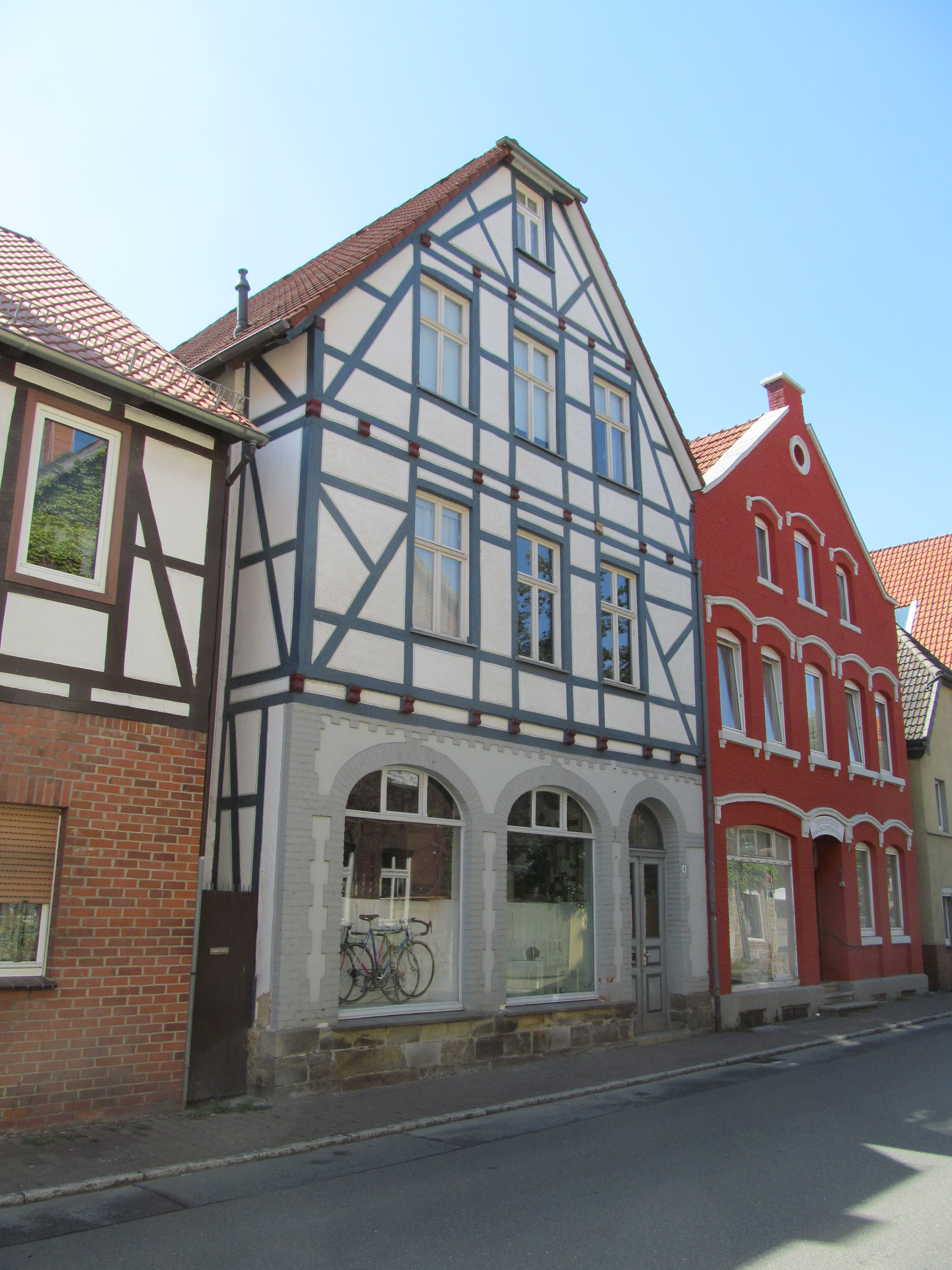
Das Haus Lange Straße 8 in Warburg (2018)

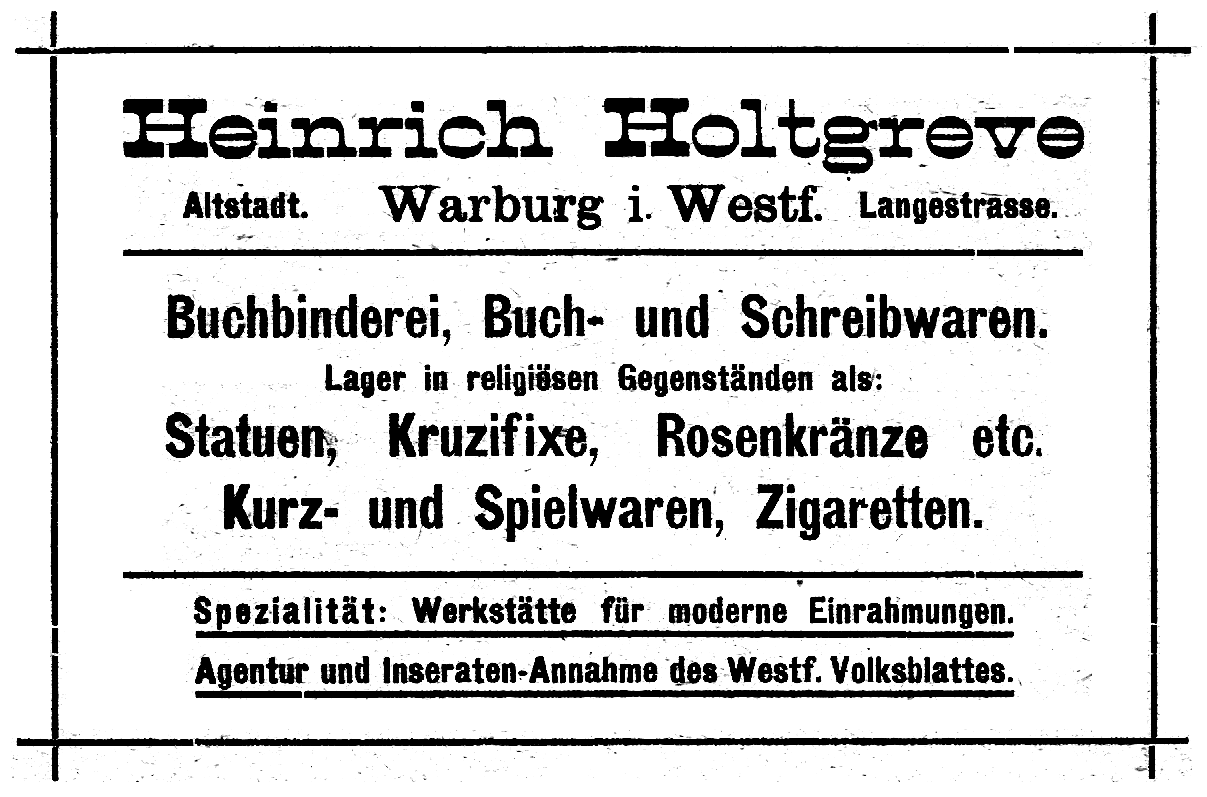
Anzeige Heinrich Holtgreve, Warburger Kreis-Kalender 1921

Lange Straße 8 bezeichnet ein 1899 erbautes Bürgerhaus in der Warburger Altstadt. Es wurde am 7. April 2008 in die Liste der Baudenkmäler in Warburg aufgenommen und steht somit unter Denkmalschutz.

## Gebäude
Es handelt sich um ein giebelständiges Wohn- und Geschäftshaus mit einem Krüppelwalm. Das Erdgeschoss ist als Ladenlokal mit zwei großen Schaufenstern und einer Hauseingangstür rechts gestaltet. Sie führt sowohl in den Laden als auch über das gartenseitige Treppenhaus in die beiden Wohngeschosse. Die Fassade ist im Erdgeschoss massiv gestaltet. Im Übrigen ist es ein reines Fachwerkhaus im Stil des Historismus der Zeit um 1900. Die drei Fenster in den beiden Obergeschossen sind hochrechteckig ausgebildet. Die Obere Etage besitzt Kniestöcke, so dass sie fast die gleiche Grundfläche hat wie die darunterliegende Beletage.

## Geschichte
Bauherr des Hauses war der aus dem Osnabrücker Land stammende Buchbinder Heinrich Holtgreve. Neben seinem Handwerk, zu dem außer der Buchbinderei auch die Rahmung von Bildern gehörte, betrieb er ein Ladengeschäft u. a. für Schreibwaren, religiöse Gegenstände und Kurzwaren. Sein ältester Sohn Johannes Holtgreve fiel im Zweiten Weltkrieg am 7. Februar 1940. Die weiteren Söhne Konrad (1907–1993) und Heinrich den jüngeren (1913–1997) bildete er ebenfalls als Buchbinder aus. Das Haus übernahm Konrad und führte die Geschäfte dort weiter.
Heinrich der jüngere wurde freischaffender Maler und Kunsterzieher und erbte das zuvor von seinem Bruder erworbene Haus Am Markt 3. Sein Sohn Alfons Holtgreve wurde ein bekannter Grafiker.